# Вулкан
Вулкан представља отвор (или руптуру) у Земљиној кори, кроз који истопљена стенска маса (лава), пепео и гасови бивају истиснути на површину, где се хладе и таложе. Вулкан је геолошки облик (најчешће планина, мада такође постоје и подморски вулкани) где лава излази на површину Земљине коре. Реч вулкан потиче од острва Вулкано у Тиренском мору. По другим изворима реч вулкан потиче од римског бога Вулкана, бога ватре и вулкана. Наука која се бави изучавањем вулкана назива се вулканологија. Са становишта одређивања географског положаја и описом вулкана као морфолошки насталих облика након вулканских ерупција, без претензија улажења у сам процес настанка и његовог објашњења, вулканима се бави географија.
Вулкани битно утичу на обликовање Земљиног рељефа. На Земљи, најчешће се сусрећу на рубовима литосферних плоча. Вулкан може бити активан или неактиван, зависно од његових ерупција и тектонској активности у његовој близини. Најистакнутији део вулкана је вулканска купола која се непрестано повећава. На врху куполе се налази кратер, а везу између кратера и вулканског огњишта чини вулкански канал.
Продор магме може се догодити из више разлога као што су тектонски утицаји и промене дубинског притиска који је гурају, висока температура (600 до 1200 °C) која повећава покретљивост магме те топљење стене или због гасова и пара који повећавају узгон магме. Магма на површини Земље се назива лава.
Лава може избијати на површину на два начина:
- Изливањем - магма избија полако и једнолично, због чега настају базалтни покрови. Примери су полуострво Декан, Камчатка, Исланд. Ово је хавајски тип вулкана. Овакав тип ерупција јавља се у случају базичних магми, с малом количином волатила.
- Ерупцијом - експлозивно, настаје због велике количине накупљених гасова и водене паре. Попраћени су потресима, а забележени су и случајеви катастрофалних последица за околину. (Сент Хеленс 1980. године, Кракатау 1883. године, Мон Пеле 1902. године). Ово је азијски тип вулкана. Јавља се у случају магме са пуно волатила, киселог типа.

Осим лаве из вулкана може избијати и пирокластични материјал: вулканске бомбе - већи комади лаве који приликом хлађења добијају вретенаст облик, вулкански блокови – здробљени пирокластични материјал који може тежити и по неколико хиљада тона, вулкански прашинац или туф – вулкански пепео помешан с водом те лапиле – ужарено камење величине шљунка. Вулканска активност често је праћена попратним појавама, избијањима водене паре, различитих гасова и хемијских једињења.
Фумароле су отвори из којих избија водена пара, а из солфатара избија Водоник-сулфид. Мофети су отвори из којих избија угљен-диоксид, . Вулканска подручја често прате термални и минерални извори. Гејзири су отвори из којих због високог притиска избија врела вода и водена пара. Најпознатији гејзер је онај у Националном парку Јелоустоун, Стари Верни.

## Тектонске плоче

### Дивергентне границе плоча
У средњоокеанском гребену, две тектоника плоче се удаљавају једна од друге и при томе се формира океанска кора хлађењем и очвршћавањем топле растопљене стене. Пошто је кора веома танка у тим гребенима услед повлачења тектонских плоча, ослобађање притиска доводи до адијабатске експанзије и парцијалног топљења мантла, узрокујући вулканизам и креирање нове океанске коре. Највећи део дивергентних граница плоча је на дну океана; стога, већина вулканских активности је подморска, и њом се формира ново морско дно. Хидротермални извори (такође познати као дубоки отвори) су доказ овакве вулканске активности. Тамо где је средишње океански гребен изнад нивоа мора, обликују се вулканска острва, на пример, Исланд.

### Конвергентне границе плоча
Субдукционе зоне су места где две плоче, обично океанска и континентална плоча, сударају. У том случају долази до подвлачења океанске плоче, или њеног потапања под континенталну плочу, чиме се формира дубоко океански гребен у близини обале. У процесу који се назива топлотно отапање, вода ослобођена са потањајуће плоче снижава температуру преклапајуће ивице мантла, креирајући магму. Ова магма може да има веома варирајућу вискозност услед високог садржаја силицијумма, тако да често не досеже до површине него се хлади у дубини. Кад досегне до површине формира се вулкан. Типичан пример тог типа вулкана је планина Етна и вулкани у Ватреном појасу Пацифика.

### Вруће тачке
Вруће тачке су назив који је се користи за вулканске области за које се сматра да су формиране путем плашта мантла, за који се претпоставља да је стуб топлог материјала који се подиже са границе сржног мантла у фиксираном простору што узрокује отапање великих запремина. Пошто се тектонске плоче крећу преко њих, сваки вулкан постаје латентан и коначно се поновно формира током напредовања плоче преко постулираног плашта. Сматра се да су Хавајска острва формирана на тај начин, као и плато Снејк Ривер, при чему је Јелоустонска калдера део Северно Америчке плоче која је тренутно изнад вруће тачке. Међутим, ова теорија је била критикована.

## Подела вулкана према својствима
Вулкани се могу поделит по њиховим својствима. Тако постоје стратовулкани – вулкани са слојевитим структурама која настаје измењивањем излива лаве и пепела, вулкани у облику штита – који због избијања лаве добију изглед штита (нпр. Хаваји, Исланд, Мауна Лоа), супервулкани – велики вулкани који имају потенцијално велику разорну моћ и утицај на околину (нпр. Јелоустонска калдера).
Вулкани постоје и под морем. Подводни вулкани често стварају нова острва. (нпр. Хаваји).
Активни вулкани на Земљи формирају вулканске зоне. Најактивнија вулканска зона је она која окружује Тихи океан, још се назива Ватрени појас Пацифика. Након ње она дуж Средњоатлантског гребена. Окомито на те две зоне пружа се средоземна зона, од америчког до евроазијског јарка (пукотине) где је забележена велика вулканска активност с пуно мањих вулкана, али и неких који су мало већи (нпр. Килиманџаро).
У близини вулкана подручје је врло богато рудама и термалним изворима, а тло је веома плодно, међутим живјети у близини вулкана је врло опасно. О томе сведочи пример Кракатауа – вулканског острва који је након 200 година мировања експлодирао, 1883. г. Та је експлозија разнела већи део острва, али и повећала два суседна отока. Претпоставља се да је то био најгласнији звук забиљежен у историји, чуо се у кругу од 5000 km. Последице експлозије биле су велике штете и плимни талас висине 36 m који је узео 36.000 живота.
Нешто слично се догодило и с вулканом Мон Пеле који је уништио град Сен Пјер када је из кратера избио ужарени облак с воденом паром, сумпорном киселином и другим материјалом, сручио се на град и околину, потпуно уништио зграде и поља те је 26.000 људи погинуло.
Тако је и планина Ст. Хеленс у америчкој савезној држави Вашингтон еруптирала 1980. године, експлозија је разнела врх вулкана, а уоколо су летеле стене величине аутобуса. Претпоставља се да је ерупција имала снагу 500 атомских бомби, јер су сва стабла на подручју од 600 km² сравњена са земљом.
Занимљиво би било споменути још и Мауну Кеу, вулканску планину на Хавајима која је, мерена од дна Тихог океана, висока 10.203 m, што је за око 2,5 км више од Монт Евереста.

## Појавни облици вулкана
Најуобичајеније схватање вулкана је да је он купастог облика са отвором у средини (кратер, ждрело или гротло) преко кога је повезан са жариштем. Међутим, вулкани могу бити најразноликијих облика, па чак и облика платоа (базалтни платои).
Установљено је да појавни облик вулкана зависи од више фактора, а један од њих је свакако киселост магме.
- Уколико су магме са садржајем силицијума (Si) већим од 63%, ради се о киселим магмама. Овакве магме су најопасније јер имају велику вискозност и теже да заробе гасове који су присутни. Ово даље изазива да магма избија под изузетно великим притисцима и долази до стварања стратовулкана. Последице овакве ерупције су катастрофалне. Стварају се пирокластични токови (овако настају стене игнимбрити), развијају се температуре до 1200 °C услед којих ови токови прже све пред собом, а формирају слојеве који могу бити и неколико метара дебели. Вулкански пепео који се изнесе у атмосферу може прећи веома велике удаљености, а његовом седиментацијом (таложењем) настају туфови.
- Уколико магма садржи од 52-63% силицијума (Si), лава је интермедијарна. Оваква лава се обично јавља изнад зона субдукције.
- Уколико магма садржи између 52% и 45% силицијума (Si), онда је базична лава. Ова лава (садржи повећани проценат магнезијума (Mg) и гвожђа (Fe)) је много мање вискозности од киселе магме, а вискозност зависи од температуре. Оваква лава обично има неколико честих појавних облика: pillow лава (изнад океанских рифтова), формира нову океанску и континенталну кору, и базалтни платои.
- Ређе се јављају магме са мање од 45% силицијума, а зову се ултрабазичне. Установљено је да се последња ерупција овакве магме одиграла током протерозоика.

## Највише вулканске купе
1. Мауна Kea (Хаваји) - 8818 m (под водом 4650 m), активан
2. Чимборасо (Јужна Америка) - 6268 m, угашен
3. Килиманџаро (Африка) - 5895 m, угашен
4. Дамаванд (Иран) - 5670 m, угашен
5. Попокатепетл (Мексико) - 5452 m, угашен
6. Кенија (Африка) - 5200 m, угашен
7. Арарат (Турска) - 5165 m, угашен
8. Кључевскаја Сопка (Камчатка) - 4800 m, активан

Такође и пречник кратера може имати знатне размере. Везув и Етна имају пречник кратера око 600 m, вулкани на Јави око 7 km, док вулкани на Хавајским острвима достижу и до 15 km у пречнику.

## Географски распоред вулканских области на земљи
- ватрени појас Пацифика

1. Средоземно-трансазијска област
2. Атлантско-океанска област

Ватреном појасу Пацифика припада највећи број активних вулкана. Од преко 600 активних вулкана, ватреном појасу Пацифика припада 418 вулкана.

## Значајне вулканске ерупције
У подне 24. августа 79. године снажна ерупција је уништила Помпеју, усмртивши око 20.000 људи
- Ерупција вулкана Тамбора

Ерупција овог вулкана који се налази на Сумбави потпуно је затрпала 1815. године Сумбаву, градић са 14.000 становника. Од директних последица ерупције, обрушавања великих таласа на околна острва и од глади страдало је преко 44.000 људи
- Ерупција вулкана Кракатау

Један од најстравичнијих вулкана се налази на истоименом острву у Индонезији. Вулкан је 1883. године буквално експлодирао разневши две трећине острва, формирао је депресију дубине 300 m. Вулкан је изазвао велике таласе (цунамије) који су били уочени на свим отвореним морима света. Звук који је произвела експлозија вулкана чула је једна дванаестина Земљине кугле. То је иначе најјачи звук произведен на Земљи у забележеној историји. На индонежанским острвима од последица ерупције страдало је преко 40.000 људи
- Ерупција вулкана Лак на Исланду

Ерупција овог вулкана се догодила 1783. године и том приликом је број жртава био 10.000, услед отровних гасова и пепела. Ерупција вулкана Унзен у Јапану, 1792. године. Број жртава је био 15.000, који су страдали услед цунамија и усијаних облака.
- Пеле, Мартиник, 1902.

Број жртава је био 28.000, који су страдали услед усијаних облака који су настали услед ерупције вулкана.
- Ел Шишон, Мексико, 1982.

Број жртава је био 2500, услед избаченог пепела.
- Невада дел Руиз, Колумбија, 1985.

Број жртава је био 25.000, који су страдали због усијане лаве.
- Лас Ниос, Камерун, 1986.

Број жртава је био 1700, због гушења услед испуштеног угљен-моноксида.
- Пинетубо, Филипини, 1991.

Број жртава 800, услед пепела и лаве.
- Мерапи, Индонезија, 1994.

Број жртава 64, услед великих, усијаних облака.
- Унзен, Јапан, 1792.

Број жртава 15.000, због цунамија.

## Ефекти вулкана
Постоје многи различити типови вулканских ерупција и асоцираних активности: фретских ерупција (ерупције које генеришу пару), експлозивна ерупција лаве са високим садржајем силицијума (нпр., Риолит), ефузивна ерупција ниско силицијумске лаве (нпр., базалт), пирокластични токови, лахари (ток дробљења) и емисије угљен-диоксида. Све ове активности могу да представљају хазард за људе. Земљотреси, термални извори, Фумароле, блатни лонци и гејзери често прате вулканску активност.

### Вулкански гасови
Концентрације различитих вулканских гасова може знатно да варира од једног вулкана до другог. Водена пара је типично најзаступљенији вулкански гас, чему следи угљен-диоксид и сумпор-диоксид. Други значајни вулкански гасови су водоник сулфид, хлороводоник, и флуороводоник. Велики број мање заступљених и гасова у траговима је присутан у вулканским емисијама, на пример водоник, угљен-моноксид, халоугљеници, органска једињења, и испарљиви метални хлориди.
Велике, експлозивне вулканске ерупције уносе водену пару, угљен-диоксид, сумпор-диоксид, хлороводоник (HCl), флуороводоник (HF) и пепео (пулверизовану стену и пловућац) у стратосферу до висина од 16–32 km (10–20 mi) изнад Земљине површине. Најзначајнији утицај ових инјекција долази од конверзије сумпор-диоксида у сумпорну киселину, која се брзо кондензује у стратосфери у облику сулфатних аеросолова. Саме  емисије две различите ерупције су довољне за упоређивање њиховог потенцијалног климатског импакта. Аеросоли повећавају Земљин албедо — њену рефлексију Сунчеве радијације назад у свемир — и стога узрокују хлађење Земљине ниже атмосфере или тропосфере; међутим, они исто тако апсорбују топлоту коју зрачи Земља, чиме се загрејава стратосфера. Неколико ерупција током задњег века су узроковале снижење просечне температуре на Земљиној површини до половине степена (Фаренхајтове скале) током периода од једне до три године; сумпор-диоксид из ерупције Вајинапутина је вероватно узроковао Руску глад (1601—1603).

### Значајне последице
Претпоставља се да се једна вулканска зима догодила око пре 70.000 година након суперерупције језера Тоба на острву Суматра у Индонезији. Према теорији Тобанске катастрофе коју подржавају неки антрополози и археолози, она је имала глобалне консеквенце, убијајући највећи део људске популације и креирајући популационо уско грло које је утицало на генетичко наслеђе свих данашњих људи. Године 1815. је ерупција планине Тамбора креирала глобалне климатске аномалије које су постале познате као „година без лета“ због ефекта на Северно Америчке и Европске временске прилике. Пољопривредне културе нису успеле, а стока је угинула на већем делу северне хемисфере, што је резултирало једном од најгорих глади 19. века. Ледена зима 1740-41, која је довела до распрострањене глади у северном делу Европе, може такође дуговати своје порекло вулканској ерупцији.
Предложено је да је вулканска активност проузроковала или допринела догађајима из крају Ордовицијана, Пермско-тријаског и касног Девонијанског масовног изумирања, а можда и других. Масивни еруптивни догађај који је формирао Сибирске трапе, један од највећих познатих вулканских догађаја у посљедњих 500 милиона година геолошке историје Земље, трајао је милион година и сматра се вероватним узрочником „великог изумирања“ пре око 250 милиона година, за које се процењује да је довело до изумирања око 90% врста које су постојале у то време.

### Кисела киша
Сулфатни аеросолови узрокују комплекс хемијских реакција чиме се мењају хлорна и азотна хемијска композиција стратосфере. Тај ефекат, заједно са повећањем стратосферних нивоа хлора услед хлорофлуороугљеничног загађења, доводи до формирања хлор-моноксида (ClO), кои уништава озон.
Како се аеросоли накупљају и коагулишу, они се размештају у горњој тропосфери где служе као језгра за цирусне облаке и даље модификују Земљин радијациони баланс. Највећи део хлороводоника (HCl) и флуороводоника (HF) се раствара се у капљицама воде у ерупционом облаку и брзо пада на земљу као кисела киша. Инјектирани пепео такође брзо пада из стратосфере; највећи део пепела се уклања у току од неколико дана до неколико недеља. Коначно, експлозивне вулканске ерупције ослобађају угљен-диоксид и тако стварају знатан извор угљеника за биогеохемијске циклусе.
Гасне емисије из вулкана су природни доприносилац киселим кишама. Вулканска активности ослобађа око 130 до 230 тераграма (145 милиона до 255 милиона кратких тона) угљен-диоксида сваке године. Вулканске ерупције могу да унесу аеросоле у Земљину атмосферу. Велики уноси могу да узрокују видљиве ефекте као што су необично обојени заласци сунца и да имају глобални утицај на климу превасходно у виду хлађења. Вулканске ерупције такође имају користан учинак путем додавања нутријената у земљиште кроз елувијални процес вулканских стена. Ова плодна тла помажу расту биљки и разних усева. Вулканске ерупције могу такође да створе нова острва, јер се магма хлади и учвршћује након контакта са водом.

### Хазарди
Пепео који ерупције избацују у ваздух може да представља опасност за авионе, посебно млазне авионе код којих се честице могу растопити због високе радне температуре; отопљене честице се затим задржавају на лопатицама турбине и мењају њигов облик, ометајући рад турбине. Опасна излагања из 1982. године након ерупције планине Галунгунг у Индонезији и 1989. године након ерупције планине Редоубт на Аљасци подигли су свест о овој појави. Организација међународног цивилног ваздухопловства је установила девет саветодавних центара о вулканском пепелу за праћење облака пепела и саветовање пилота. Ерупција вулкана Ејафјадлајекидл 2010. је изазвала велике поремећаје у ваздушном саобраћају у Европи.

## Криовулкан
Криовулкан је тип вулкана који се потенцијално формира на патуљастим планетама и сателитима гасовитих џинова који садрже обиље воде. Заједничко за њих је да се налазе иза снежне линије Сунчевог система. Криовулкани еруптирају испарљиве материје као што су вода, амонијак или метан у изузетно хладно окружење које је на или испод тачке смрзавања. Процес њиховог формирања познат је као криовулканизам. Сходно називу процеса термини криомагма и криолава представљају обично течне супстанце, али могу бити и у облику паре. Након ерупције, очекује се да ће се криомагма кондензовати у чврсти облик јер је изложена веома ниској температури околине. Бројни истакнути облици у рељефу Плутона, Титана, Церере, Европе идентификовани су као могући криовулкани или облици криовулканског порекла. Поред тога, иако није познато да формирају вулкане, ледени гејзири примећени су на Енкеладу и потенцијално на Тритону.